# Viménil
Viménil és un municipi francès, situat al departament dels Vosges i a la regió del Gran Est. L'any 2007 tenia 191 habitants.

## Demografia

### Població
El 2007 la població de fet de Viménil era de 191 persones. Hi havia 68 famílies, de les quals 16 eren unipersonals (4 homes vivint sols i 12 dones vivint soles), 20 parelles sense fills, 28 parelles amb fills i 4 famílies monoparentals amb fills.
La població ha evolucionat segons el següent gràfic:
Habitants censats

### Habitatges
El 2007 hi havia 89 habitatges, 73 eren l'habitatge principal de la família, 10 eren segones residències i 6 estaven desocupats. 86 eren cases i 3 eren apartaments. Dels 73 habitatges principals, 60 estaven ocupats pels seus propietaris i 13 estaven llogats i ocupats pels llogaters; 2 tenien dues cambres, 8 en tenien tres, 13 en tenien quatre i 50 en tenien cinc o més. 64 habitatges disposaven pel capbaix d'una plaça de pàrquing. A 31 habitatges hi havia un automòbil i a 39 n'hi havia dos o més.

### Piràmide de població
La piràmide de població per edats i sexe el 2009 era:
| Homes | Edats   | Dones |
| ----- | ------- | ----- |
| 0     | 95 o +  | 0     |
| 0     | 90 a 94 | 4     |
| 0     | 85 a 89 | 0     |
| 0     | 80 a 84 | 0     |
| 8     | 75 a 79 | 4     |
| 4     | 70 a 74 | 4     |
| 0     | 65 a 69 | 0     |
| 4     | 60 a 64 | 4     |
| 0     | 55 a 59 | 0     |
| 8     | 50 a 54 | 12    |
| 8     | 45 a 49 | 8     |
| 0     | 40 a 44 | 0     |
| 16    | 35 a 39 | 4     |
| 4     | 30 a 34 | 8     |
| 4     | 25 a 29 | 4     |
| 4     | 20 a 24 | 0     |
| 12    | 15 a 19 | 8     |
| 0     | 10 a 14 | 8     |
| 4     | 5 a 9   | 4     |
| 4     | 0 a 4   | 8     |

## Economia
El 2007 la població en edat de treballar era de 137 persones, 105 eren actives i 32 eren inactives. De les 105 persones actives 99 estaven ocupades (57 homes i 42 dones) i 6 estaven aturades (1 home i 5 dones). De les 32 persones inactives 11 estaven jubilades, 12 estaven estudiant i 9 estaven classificades com a «altres inactius».

### Ingressos
El 2009 a Viménil hi havia 74 unitats fiscals que integraven 197 persones, la mediana anual d'ingressos fiscals per persona era de 17.154 €.

### Activitats econòmiques
Dels 4 establiments que hi havia el 2007, 1 era d'una empresa de fabricació d'altres productes industrials, 1 d'una empresa de construcció, 1 d'una empresa de comerç i reparació d'automòbils i 1 d'una entitat de l'administració pública.
L'any 2000 a Viménil hi havia 5 explotacions agrícoles.

## Equipaments sanitaris i escolars
El 2009 hi havia una escola maternal integrada dins d'un grup escolar amb les comunes properes formant una escola dispersa.

## Poblacions més properes
El següent diagrama mostra les poblacions més properes.